# Phytosciara subfumida
Phytosciara subfumida är en tvåvingeart som beskrevs av Werner Mohrig 1999. Phytosciara subfumida ingår i släktet Phytosciara och familjen sorgmyggor. Inga underarter finns listade i Catalogue of Life.